# Výchova v rodině
Výchova v rodině je obvykle výchova dětí a mladistvých uskutečňovaná jejich rodiči nebo prarodiči. 

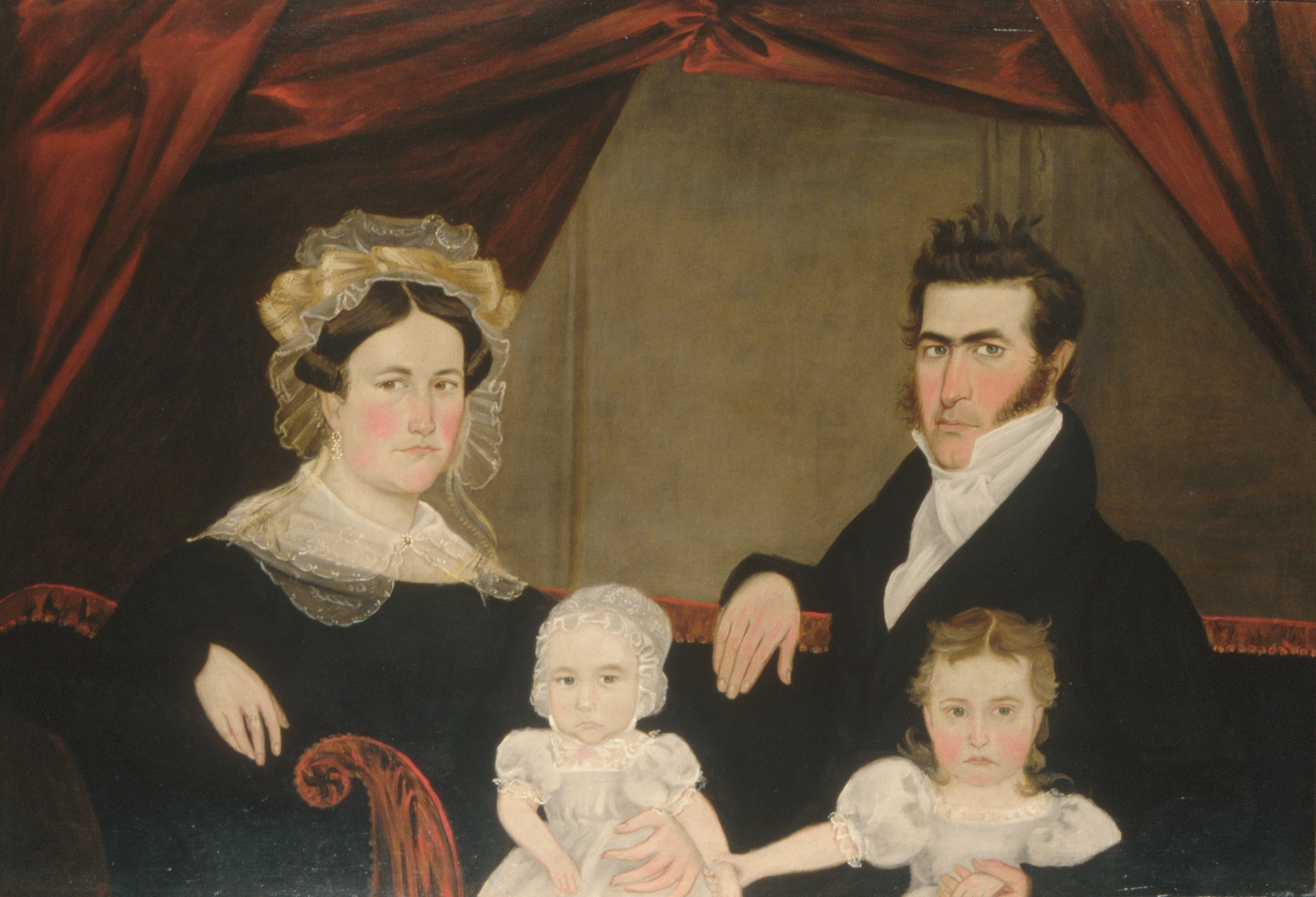
Portrét klasické rodiny 19. století

Rodina a škola jsou všeobecně považovány, z hlediska podílu na výchově dětí, za činitele prvořadého a souměřitelného významu v období od narození dětí do počátku jejich školní docházky.

## Historie výchovy v rodině
Hlavním rysem antické rodiny bylo, že v jejím čele byl otec. Ostatní členové (matka a děti), byly podřízeni jeho moci, jejich postavení by se dalo přirovnat k postavení otroků.
Řecké i římské právo se shoduje na tom, že postavení ženy v rodině není tak vysoké. Žena si nemohla dělat, co se jí zlíbí jako dnes. Ženy v antické rodině měly spíše reprezentační povinnost, úctu k manželovi, starání se o domácnost a plození dětí.  Až od 1. století př. n. l. ženy nabyly vlastního dispozičního práva. 

### Rodina v 16. – 17. století:
Rodina je pro vývoj dítěte zcela zásadní. Vše se odehrávalo právě v rodině, teprve postupně začala konkurovat škola. První cesta do školy byla jakýmsi odlučovacím rituálem a velkou změnou pro dětství a rodinu.
Významné změny ve vztahu k dítěti sledujeme až v 16. a počátkem 17. století, a to zejména v podmínkách vyšších společenských vrstev. K porozumění dítěti a jeho výchově přispěl J. A. Komenský. V jeho spisech do popředí vystupuje láska k dítěti, respektování dětské přirozenosti a nezbytná péče o všestranný rozvoj. Jan. A. Komenský vysoce hodnotí úlohu výchovy. Jeho cílem bylo, aby se pomocí výchovy všestranně rozvíjeli všichni bez rozdílu. 

### Rodina začátkem první průmyslová revoluce:
V tomto období se zásadně začaly měnit vztahy mezi mužem, ženou a postavením dětí. Na přelomu 19. století v průmyslu začaly pracovat i ženy a muž tak přestává být hlavním živitelem rodiny. Muž ztrácí nadřazený postoj v rodině. 
Pro rodinu v těchto letech bylo typické, že měla většinou 2 děti, které se rodily do manželství. V tomto období nebylo přípustné být samoživitelka. U provdané ženy se vyžadovala věrnost a stálost. Péče o děti byla spojena spíše s přínosem pro společné hospodářství.
Bylo pravidlem, že pro dceru vybíraly vhodného partnera její rodiče – to přispívalo k větší stabilitě ve společnosti. 
- typické znaky pro tradiční rodinu

## Modely čtyř stylů výchovy
Tento model vytvořila E.E. Maccobyová a J. A. Martin (1983).
Jedná se o model čtyř stylů rodičovské péče, který popisuje dva hlavní projevy emočního vztahu rodičů ke svým dětem (akceptující a odmítající). 
1. Autoritářský styl: je kombinace přijímající péče s náročností, kdy rodiče prosazují moc bez vřelosti a oboustranné komunikace. Rodiče, kteří uplatňují tento styl, vyžadují poslušnost, úctu k autoritě a tvrdou práci (např. rodiče požadují od dítěte nejlepší školní výsledky, ale nepomáhají mu, neberou v úvahu jeho reálné možnosti či schopnosti).
2. Autoritativní styl: jedná se o styl jenž je kombinací péče náročné a přijímající, kdy se od dětí vyžaduje, aby se chovaly rozumně a na úrovni odpovídající jejich věku a schopnostem. Jde o vřelý, pečující přístup, rodiče se zajímají o názory a city dítěte a rozhodnutí, které učiní, bývají dětem zdůvodňována (např. rodiče kladou nároky na dobré školní výsledky dítěte, ale zároveň dítěti pomáhají, poskytují mu podporu). Tento styl je z hlediska vývoje dítěte optimální.
3. Shovívavý styl: vedení znamená kombinaci přijímání a nenáročnosti, rodič dítě přijímá, ale neklade na něj téměř žádné nároky. Dítěti jsou předkládány jen malé či žádné požadavky a tím málo jasně vymezované hranice.
4. Zanedbávající styl: je kombinací nenáročné a odmítající výchovy. Rodič se v tomto případě téměř neúčastní na životě dětí, neprojevuje o ně zájem ani o jejich činnost. Rodič se vyhýbá oboustranné komunikaci a velmi málo si všímá názorů a citů dítěte, někdy je dokonce k dítěti citově chladný či jej odmítá. [8]

## Modely učení v rodině
1. Otevřený sdílející rodinný model = Jednotliví členové jsou v častém vzájemném kontaktu se všemi ostatními členy rodiny, často sdílejí problémy, radosti i starosti, intenzivně spolu komunikují. Každý je sám sebou, ale zároveň otevřen druhým, všechny generace jsou chápaný jako svébytné a aktivní, obě pohlaví jsou si rovna. Zde bývá učení obousměrné, od starších k mladším a naopak. Tyto rysy jsou typické pro postmoderní rodinu.
2. Respektující sestupný rodinný model = Všechny generace se respektují a berou ohledy na druhého (na jeho potřeby, zájmy a touhy). Starší respektují mladší, a proto se necítí komfortně něco předávat, pokud o to nejsou sami požádání. Mladší generace je v rodině klíčová – je na ni soustředěna pozornost. Převládá obousměrné učení; pokud někde převládá jednosměrné, tak od starších k mladším. Rysy typické pro moderní rodinu.
3. Vzestupný rodinný model = Všechny tři generace jsou v běžném kontaktu. Mnohdy žije více generací ve společném tří-generačním domě. Prarodiče se významnou měrou podílejí na rozhodovacích procesech o rodinných záležitostech. Pozornost směřuje spíše ke starší generaci a k jejím potřebám. Typické je jednosměrné učení, od starších k mladším. Tyto rysy jsou typické pro tradiční rodinu.
4. Otevřený nesdílející rodinný model = Spíše řidší kontakty. Osobní návštěvy a vzájemná komunikace není častá. Členové upřednostňují vlastní potřeby a zájmy, které jsou pro ně prioritní. Dalším znakem jsou horší rodinné vztahy plynoucí z mezi-osobních konfliktů. Záměrné a uvědomované učení neprobíhá, nebo velmi omezeně. Typické rysy pro postmoderní rodinu.[9]